# Бурк, Рене
Рене́ Гэ́ри Уэйн Бурк (англ. René Gary Wayne Bourque; род. 10 декабря 1981, Эдмонтон) — канадский хоккеист, нападающий.

## Карьера
Спортивная карьера Рене Бурка началась в команде университета Висконсин-Мэдисон, за которую он отыграл 4 года. После окончания учёбы форвард, не выбранный на драфте НХЛ, заключил контракт с командой НХЛ «Чикаго Блэкхокс».
Первый год контракта Рене Бурк провёл в фарм-клубе «Чикаго» — команде «Норфолк Эдмиралс». Забросив рекордные для команды 33 шайбы за сезон и став с 60 очками лучшим бомбардиром, по итогам сезона молодой хоккеист заслуженно получил Дадли "Ред" Гарретт Мемориал Эворд — приз лучшему новичку АХЛ. Следующий сезон Рене Бурк начал уже в качестве игрока «Чикаго». Отыграв в «Блэхокс» 3 сезона, хоккеист вернулся на родину, в Канаду: «Чикаго» обменял Рене Бурка в «Калгари Флэймз».
В «Калгари» Рене Бурк провёл лучшие — на текущий момент — сезоны в своей карьере, став твёрдым игроком основного состава и заметно увеличив свою результативность: за годы, проведённые в «Чикаго», форварду ни разу не удавалось перешагнуть отметку 20 шайб за сезон, в «Калгари» же его минимальным результатом была 21 заброшенная за сезон шайба (в сезоне 2008—2009). В январе 2012 года Рене Бурк перешёл в «Монреаль Канадиенс» в обмен на Майка Каммаллери. 9 ноября 2014 года, после 13 игр в текущем сезоне, имея на своем счету 2 очка, показатель полезности −9 и ни одного гола, Бурк был выставлен «Монреаль Канадиенс» на драфт отказов, впоследствии попал в клуб АХЛ «Гамильтон Булдогс», а затем обменян на Брайана Аллена в «Анахайм Дакс».
2 марта 2015 года «Анахайм» обменял Бурка, Вильяма Карлссона и выбор во втором раунде драфта-2015 в «Коламбус Блю Джекетс» на выбор в третьем раунде того же драфта и защитника Джеймса Висниевски.

## Интересные факты
- Несмотря на французские имя и фамилию, Рене Бурк — не франкоканадец и не говорит по-французски.[3] Его предки — канадские индейцы.
- Рене Бурк не имеет родственных связей со знаменитым канадским хоккеистом Рэем Бурком, но родственники в мире спорта у него есть: его двоюродный брат Уэйн Бурк — трёхкратный чемпион по боксу в среднем весе среди коренных американцев.
- Рене Бурк активно занимается благотворительностью и пропагандой спорта. Созданный им Хоккейный фонд Рене Бурка не единожды оказывал материальную поддержку занимающимся хоккеем детям из малоимущих семей[4], также по его инициативе проводилась программа «Приятели Бурка», в ходе которой дети индейского племени сарси, отличившиеся в учёбе, получали в награду билеты на матчи «Калгари Флэймз».

## Статистика
| Легенда | Легенда                    | Легенда | Легенда                   | Легенда | Легенда    |
| ------- | -------------------------- | ------- | ------------------------- | ------- | ---------- |
| И       | Количество проведённых игр | Штр     | Штрафное время            | +/−     | Плюс-минус |
| Г       | Голы                       | П       | Голевые передачи          | О       | Очки       |
| -       | Статистика неизвестна      | —       | Статистика не учитывалась |         |            |

## Награды и достижения
| Награда                            | Год     |       |
| ---------------------------------- | ------- | ----- |
| ЮХЛА                               |         |       |
| Сборная новичков ЮХЛА              | 1999/00 | [ 5 ] |
| АХЛ                                |         |       |
| Дадли «Ред» Гарретт Мемориал Эворд | 2004/05 | [ 6 ] |
| Сборная новичков АХЛ               | 2004/05 | [ 5 ] |